# エテルナ・ルキナ独立国

エテルナ・ルキナ独立国
Sovereign State of Aeterna Lucina

エテルナ・ルキナ独立国（エテルナ・ルキナどくりつこく、英: Sovereign State of Aeterna Lucina、Sovereign Humanitarian Mission State of Aeterna Lucina とも称される）は、かつてオーストラリアにあったミクロネーション。1995年に消滅した。

## 歴史
- 1978年 - ドイツ出身のポール・バロン・ノイマンが、自身の居住していたシドニー北部のワーリンガー・カウンシル近郊で建国を宣言。初めはバイロンベイ付近のノイマンが所有する土地を領土としていた。
- 1985年 - ノイマンは国土の移転を頻繁に行っていたがスノーウィ山（英語: Snowy Mountains）近郊の土地に定着した。
- 1989年 - 現地放送局がテレビレポートを行い、ノイマンの自宅をエテルナ・ルキナの首都にすることが計画されていると報じている。詳細は明らかにされなかったが、最終的にはビクトリア州の16㎞2の土地に移転し、ここを国土とした。
- 1990年 - ビザと土地売買に関する詐欺罪で、ニューサウスウェールズ州法によりノイマンが起訴され、注目が集まる。この裁判はノイマンが死去する1994年まで続き、「被疑者死亡」として結審された。
- 1994年 - ノイマン初代大統領が死去。ノイマンの支援者の一人であったアメリカ人のジョセフ・F・カリーが第2代大統領に就任。
- 1995年 - 王制への移行を宣言し「エテルナ王国」を建国、カリーが王位についたことを現地の放送局が伝えている。これによりエテルナ・ルキナは消滅した。なお、「エテルナ・ルキナ」から「エテルナ」に国名を短縮した理由は不明である。

## 政治
エテルナ・ルキナは憲法や法律を保有していなかったため、全て大統領の独裁であった。最終的にビクトリア州の土地を領土とした際には、付近の住民50名がこれに従っている。国土は16km2を有していたため、国土内に「エテルナ・ルキナ国籍」を保有していない者も複数いたとされる。最高地位は「大統領」であるが、ノイマンのミドルネームは英語の「男爵」に由来する。ちなみに全住民がオーストラリアとの「二重国籍」扱いであった。

## 軍事
エテルナ・ルキナは戦争用の軍事力を保有していない旨が、1989年のテレビレポートに紹介されている。ただし、大統領直属の「独立軍」（定員10名）と称する自警組織が存在していた。

## 外交
1994年時点で、エテルナ・ルキナ独立国を国家承認していた国連加盟国は存在しない。後継政府を自称するエテルナ王国も同様である。

### オーストラリア
エテルナ・ルキナの国土がオーストラリアに包囲される形で置かれていたため、1990年の裁判ではオーストラリア内の「組織」として起訴されている。全住民が同国との二重国籍を保有していた。オーストラリアはミクロネーションが多い国として知られている。

### ドイツ
ノイマン初代大統領の故郷であるドイツでは、彼を支持する団体が複数あった。しかし、これらの団体はエテルナ・ルキナを面白がって支援していたと思われる。